# Municipio de Northwest (condado de Dickey)
El municipio de Northwest (en inglés: Northwest Township) es un municipio ubicado en el condado de Dickey en el estado estadounidense de Dakota del Norte. En el año 2010 tenía una población de 19 habitantes y una densidad poblacional de 0,22 personas por km².

## Geografía
El municipio de Northwest se encuentra ubicado en las coordenadas 46°14′12″N 98°55′58″O / 46.23667, -98.93278. Según la Oficina del Censo de los Estados Unidos, el municipio tiene una superficie total de 86.15 km², de la cual 84,76 km² corresponden a tierra firme y (1,61 %) 1,39 km² es agua.

## Demografía
Según el censo de 2010, había 19 personas residiendo en el municipio de Northwest. La densidad de población era de 0,22 hab./km². De los 19 habitantes, el municipio de Northwest estaba compuesto por el 100 % blancos. Del total de la población el 0 % eran hispanos o latinos de cualquier raza.